# Чоуан
Чоуан (на английски: Chowan River) е река в САЩ.
Формира се от сливането на реките Блекуотър и Нотоуей в района на границата между Вирджиния и Северна Каролина. Според геоложката служба на САЩ вариант на името е Чоан.
Чоуан тече около 50 мили (80 км) преди да се влее в Албемарл Саунд в Северна Каролина. Реката отводнява около 12 000 км2 от териториите на Северна Каролина и Вирджиния. Течаща главно през блатиста местност, Чоуан става широка до около 3 км преди да се влее в Албемарл Саунд. Реката предлага отлични възможности за риболов на сом и костур. По време на приливите и отливите, промяната във височината на приливите и отливите в река Чоуан като цяло е по-малко от 30 см между най-високата точка и отлива. Средната дълбочина е 5 метра, а максималната дълбочина е 12 метра около остров Холидей.
Моста Идън Хаус на щатски път 17 маркира границата между река Чоуан и Албемарл Саунд.
Значителни притоци са:
- Бондс Крийк
- Мехерин
- Бенетс Крийк
- Уикакон

Реката играе важна роля по време на Гражданската война в региона. Тя е част от плана на Съюза за унищожаването на железопътните линии Уилмингтън и Уелдън. Кораби на Съюза плават нагоре по реката и бомбардират малък пост на Конфедерацията извън Хейрсвил, Северна Каролина. Когато корабите достигат Уинтън, Северна Каролина, местни са предупредени за насреща движещите се кораби. Като се крият в гората, в близост до доковете, готвейки се за засада, Конфедералният батальон на Уинтън изпраща едно момиче от робите до корабите на Съюза, за да им каже, че местните жители от страх са избягали. Засадата е разкрита, когато войници на Съюза виждат отблясъка на Слънцето върху мускетите в гората. Корабите на Съюза бързо вдигат котва, прегрупират се и няколко минути по-късно сриват Уинтън до основи. След това флота продължава до Мърфисбъро, Северна Каролина и после на запад до железопътната линия на Уелдън.
Чоуан е едно от трите най-стари оцелели британски имена на места в САЩ, заедно с остров Роанок и Нюс Ривър. Реката е кръстена през 1584 година от капитаните Филип Амадас и Артър Барлоу, които идват да изследват региона изпратени от сър Уолтър Райли. Тяхното име за реката „Чоуанок“ е съкратено до Чоуан.